# Il triangolo giallo
Il triangolo giallo è il titolo di una serie di film composti da quattro capitoli prodotti dalla casa cinematografica Tiber-film nel 1917. La regia è di Emilio Ghione mentre l'operatore alla cinepresa è Cesare Cavagna.

## Capitoli[1]
1. I cavalieri del Triangolo (prima visione romana: 27 dicembre 1917)
2. Acqua che parla (prima visione romana: 7 gennaio 1918)
3. Il mattone insanguinato (prima visione romana: 14 gennaio 1918)
4. La rivincita di Za (prima visione romana: 20 gennaio 1918)